# بری داینز
بری داینز (انگلیسی: Barry Daines؛ زادهٔ ۳۰ سپتامبر ۱۹۵۱) بازیکن فوتبال اهل بریتانیا است.
از باشگاه‌هایی که در آن بازی کرده‌است می‌توان به باشگاه فوتبال منزفیلد تاون و باشگاه فوتبال تاتنهام هاتسپر اشاره کرد.